# Krokodilpanzer
Der Krokodilpanzer ist eine Schutzwaffe aus Afrika.

## Beschreibung
Es gibt zwei verschiedene Grundversionen:
1. Krokodilpanzer aus Knochen: Beim Krokodilpanzer aus Knochen werden die stabilen Knochenplatten verwendet, die unter der Rückenhaut des Krokodils liegen. Nach einer gründlichen Reinigung werden diese auf einem Untergewand aus Leder befestigt[1].
2. Krokodilpanzer aus Leder: Beim Krokodilpanzer aus Leder wird die gegerbte Haut des Krokodils verwendet. Die einzelnen Stücke werden zugeschnitten und miteinander vernäht[2].

Rüstungen dieser Art werden seit langer Zeit in Afrika benutzt, eine genaue Zeitangabe des Gebrauchs ist nicht möglich. Es gibt im British Museum (London) und im Louvre (Paris) einen Nachweis für Krokodilpanzer, die von der Armee des römischen Reiches und aus dem alten Ägypten stammen.